# Angelo Abenante

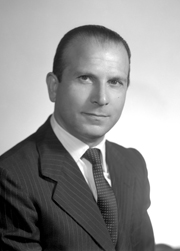
Angelo Abenante

Angelo Abenante (* 10. Mai 1927 in Torre Annunziata, Provinz Neapel; † 27. März 2024) war ein italienischer Politiker des Partito Comunista Italiano (PCI), der zwischen 1963 und 1968 Mitglied der Camera dei deputati war, der Abgeordnetenkammer des italienischen Parlaments, sowie von 1968 bis 1976 Mitglied des Senato della Repubblica, des Senats.

## Leben
Angelo Abenante war als Gewerkschaftsfunktionär des Nationalen Gewerkschaftsverbandes CGIL (Confederazione Generale Italiana del Lavoro) sowie als Präsident einer regionalen Organisation der Nationalen Liga der Genossenschaften und Gegenseitigkeitsgesellschaften LEGACOOP (Lega Nazionale delle Cooperative e Mutue) tätig. Er wurde bei den Parlamentswahlen am 28. April 1963 für den Partito Comunista Italiano im Wahlkreis Neapel erstmals zum Mitglied der Camera dei deputati gewählt, der Abgeordnetenkammer des italienischen Parlaments. In der darauf folgenden vierten Legislaturperiode war er zwischen dem 1. Juli 1963 und dem 13. Dezember 1964 erst Mitglied des Verkehrsausschusses (X Commissione [Trasporti]) sowie danach vom 21. Januar 1965 bis zum 4. Juni 1968 Mitglied des Ausschusses für Arbeit und soziale Sicherheit (XIII Commissione (Lavoro e previdenza sociale)).
Abenante wurde bei den Parlamentswahlen am 1968 für die KPI erstmals zum Mitglied des Senato della Repubblica gewählt, des Senats des italienischen Parlaments. In der fünften Legislaturperiode war er vom 5. Juli 1968 bis zum 24. Mai 1978 Mitglied des Ständigen Ausschusses für öffentliche Arbeiten, Verkehr, Post, Telegrafie und Handelsmarine (7ª Commissione permanente (Lavori pubblici, Trasporti, Poste e Tel. e Marina Mercantile)) sowie zwischen dem 29. März 1971 und dem 30. September 1971 Mitglied des Beirates für Süditalien (Giunta consultiva per il Mezzogiorno). Des Weiteren war er vom 15. März bis zum 24. Mai 1972 Mitglied der Parlamentarischen Kommission zur Stellungnahme an die Regierung zu delegierten Bauvorschriften (Commissione parlamentare per il parere al governo sulle norme delegate in materia di edilizia). Er wurde bei den Parlamentswahlen am 7. Mai 1972 erneut zum Mitglied des Senats gewählt und war daraufhin in der sechsten Legislaturperiode vom 4. Juli 1972 bis zum 28. März 1973 zunächst Mitglied des Ständigen Ausschusses für öffentliche Arbeiten und Kommunikation (8ª Commissione permanente (Lavori pubblici, comunicazioni)) sowie im Anschluss zwischen dem 29. März 1973 und dem 4. Juli 1976 Mitglied des Ständigen Ausschusses für Verfassungsangelegenheiten (1ª Commissione permanente [Affari Costituzionali]). Des Weiteren gehörte er vom 4. August 1972 bis zum 4. Juli 1976 weiterhin der Parlamentarischen Kommission zur Stellungnahme an die Regierung zu delegierten Bauvorschriften als Mitglied an.

## Veröffentlichungen
Abenante verfasste verschiedene Fachbücher, die sich unter anderem mit der Geschichte der KPI und deren Persönlichkeiten Gino Alfani, der Geheimpolizei OVRA (Organizzazione di Vigilanza e Repressione dell’Antifascismo), aber auch der antiken griechischen Hafenstadt Elea befassten. Zu seinen Veröffentlichungen gehören:
- Velia, città greca., Neapel, Ed. Intra Moenia, 1996.
- Napoli 1943–1947: una cronaca comunista. Mitautor Aldo Abenante, Napoli, Libreria Dante e Descartes, 1999.
- Maccaronari, Vorwort Antonio Alosco, Nachwort Giuseppe Zollo, Napoli, Novus Campus, 2002.
- Elea-Velia: Scritti antichi, Vorwort von Luigi Labruna, Neapel, La città del sole, 2005, ISBN 88-8292-281-2.
- Per la libertà: sorvegliati dall’OVRA a Torre Annunziata, Neapel, Libreria Dante & Descartes, 2009, ISBN 978-88-6157-073-3.
- Gino Alfani: il primo deputato comunista campano, Neapel, Libreria Dante & Descartes, 2013.
- 1898: la rivolta del pane, Neapel, A. De Frede, 2017, ISBN 978-88-99926-09-0.